# 無線航行局
無線航行局（むせんこうこうきょく）は、無線局の種別の一つである。

## 定義
総務省令電波法施行規則第4条第1項第16号に「無線航行業務を行う無線局」と定義している。
政令電波法施行令第3条の「操作及び監督の範囲」にも第2項第3号には
「電波を利用して、航行中の船舶若しくは航空機の位置若しくは方向を決定し、又は船舶若しくは航空機の航行の障害物を探知するために開設する無線局」と意義が掲げられている。
ここで、電波法施行規則にある関連する用語の定義をみると、
- 無線航行を第2条第1項第30号に「航行のための無線測位（障害物の探知を含む。）」
- 無線航行業務を第3条第1項第10号に「無線航行のための無線測位業務」
- 海上無線航行業務を第3条第1項第11号に「船舶のための無線航行業務」
- 航空無線航行業務を第3条第1項第12号に「航空機のための無線航行業務」

更にこれらをうけ、第4条第1項の無線局の種別の中で、
- 無線航行陸上局を第17号に「移動しない無線航行局」
- 無線航行移動局を第18号に「移動する無線航行局」

と定義している。
なお、政令電波法施行令第3条の「操作及び監督の範囲」には第2項第3号に「電波を利用して、航行中の船舶若しくは航空機の位置若しくは方向を決定し、又は船舶若しくは航空機の航行の障害物を探知するために開設する無線局」と意義が掲げられている。
但し、この意義は第1項のアマチュア無線局以外の無線局の無線設備の操作及びその監督の範囲にしか適用されない。

## 概要
定義を敷衍してみるとおり、船舶・航空機の航行を援助する無線設備のことで無線航行局には、無線航行陸上局と無線航行移動局がある。
また、それぞれに海上無線航行業務と航空無線航行業務とが対応する。
この無線局の種別と業務の関係は下図のようになる。
```
　　（種別）　　　　　　　　　　　　　　　　　　　　（業務）
　　　　　┏無線航行陸上局━━━━━海上無線航行業務┓
　　　　　┃　　　　　　┃　　　　　┃　　　　　　　┃
　　　　　┃　　　　　　┗━━┓　　┃　　　　　　　┃
無線航行局┫　　　　　　┏━━╋━━┛　　　　　　　┣無線航行業務
　　　　　┃　　　　　　┃　　┗━━┓　　　　　　　┃
　　　　　┃　　　　　　┃　　　　　┃　　　　　　　┃
　　　　　┗無線航行移動局━━━━━航空無線航行業務┛

```

また、無線航行は無線測位の一種でもあり、無線航行業務は無線測位業務の一種でもあるので、無線航行局は無線測位局の一種でもある。
実際
レーダー及びその応用機器であるレーダートランスポンダ、ロラン、航空用DME、タカンなどがある。
但し、機器の組合せ又は通信機器等の搭載などによっては他の種別の無線局となる。
また、廃止されたデッカ、オメガなども無線航行局であった。
なお、無線航行局には無線局の種別コードが規定されておらず、無線局免許状の無線局の種別には無線航行陸上局か無線航行移動局のいずれかが指定され、無線局数の統計もこれらの種別のいずれかとして公表されるので詳細は各々を参照。

## 沿革
1950年（昭和25年）- 電波法施行規則

制定時に無線航行局、無線航行陸上局、無線航行移動局、無線航行業務が定義された。
- 無線航行移動局は「移動体の無線航行局」、無線航行業務は「航行中の船舶若しくは航空の位置若しくは方向の決定又は航行の障害物の探知のための無線測位業務」と定義されていた。

免許の有効期間は5年間。但し、当初の有効期限は電波法施行の日から2年6ヶ月後（昭和27年11月30日）までとされた。
1952年（昭和27年）- 12月1日に最初の免許が更新された。
- 以後、5年毎の11月30日に満了するように免許された。

1958年（昭和33年）- 陸上に開設する無線測位局以外の無線測位局は運用開始の届出および免許の公示を要しない無線局とされた。

- 無線航行移動局は運用開始の届出および免許の公示を要しないとされた。

1961年（昭和36年）- 無線航行陸上局、無線航行業務が現行の定義となった。 

1963年（昭和38年）
- 海上無線航行業務に使用する電波の型式及び周波数ならびに運用について告示するものとされた。[4]
- 航空無線航行業務に使用する電波の型式及び周波数ならびに運用について告示するものとされた。[5]

1993年（平成5年）- 無線航行移動局は、告示で定める毎年一定の日が免許の有効期限となった。

- 以後、無線航行移動局の免許の有効期限は免許の日から4年を超えて5年以内の11月30日までとなる。

2020年（令和2年）- 航空無線航行業務に使用する電波の型式及び周波数ならびに運用について告示することが廃止